# کلی پرستون
کلی پرستون (به انگلیسی: Kelly Preston) (زاده ۱۳ اکتبر ۱۹۶۲ در هونولولو – درگذشته ۱۲ ژوئیهٔ ۲۰۲۰ در هیوستون) هنرپیشه و مدل آمریکایی بود. وی در بیش از شصت فیلم تلویزیونی و سینمایی حضور یافت که مهم‌ترین آنها بدبختی (۱۹۸۵)، دوقلوها (۱۹۸۸) و جری مگوایر (۱۹۹۶) بودند.
کلی پرستون در سال ۱۹۹۱ با جان تراولتا ازدواج کرد. این زوج، در فیلم علمی تخیلی آوردگاه زمین (۲۰۰۰)، فیلم زندگینامه گوتی (۲۰۱۸) و چندین فیلم دیگر با یکدیگر هم‌بازی بودند.
کلی پرستون همچنین در فیلم گربه کلاه‌به‌سر (۲۰۰۳)، چیزی که یک دختر می‌خواهد (۲۰۰۳)، پل‌های شکسته (۲۰۰۶) و سگ‌های پیر (۲۰۰۹) بازی کرد.

## زندگی
کلی پرستون با نام واقعی کلی کاماللهوا اسمیت (به انگلیسی: Kelly Kamalelehua Smith) در هونولولو هاوایی زاده شد. مادرش، لیندا مدیر یک مرکز سلامت روانی بود و پدرش که برای یک شرکت کشاورزی کار می‌کرد زمانیکه پرستون سه ساله بود غرق شد. پس از آن مادرش با مردی به نام پیتر پالزیس که مدیر نیروی انسانی مرکز سلامت روانی بود ازدواج کرد. پرستون نام خود را هنگامی که بازیگری را آغاز کرد انتخاب کرد. او یک برادر ناتنی کوچک‌تر از خود به نام کریس پالزیس دارد. در زمان کودکی‌اش مدتی را در استرالیا و عراق زندگی کرده است. وقتی که در استرالیا زندگی می‌کرد در مدرسه پمبروک آدلاید تحصیل می‌کرد. سپس نمایش و تئاتر را در دانشگاه کالیفرنیای جنوبی فراگرفت.
کلی پرستون در ۱۹۹۱ با جان تراولتا ازدواج کرد. این زوج ۲۹ سال با هم زندگی کردند. آنها در سال ۲۰۰۹ میلادی فرزند ۱۶ ساله‌شان جت را از دست دادند و دو فرزند دیگر به نام‌های الابلو و بنجامین دارند.
کلی پرستون در ۱۲ ژوئیه ۲۰۲۰ پس از دو سال مبارزه با سرطان پستان در ۵۷ سالگی درگذشت.

## بخشی از فیلم‌شناسی

### سینما
فهرست برخی از فیلم‌هایی که کلی پرستون در آن‌ها به ایفای نقش پرداخته‌است:
- ۱۰ تا نیمه‌شب (۱۹۸۳)

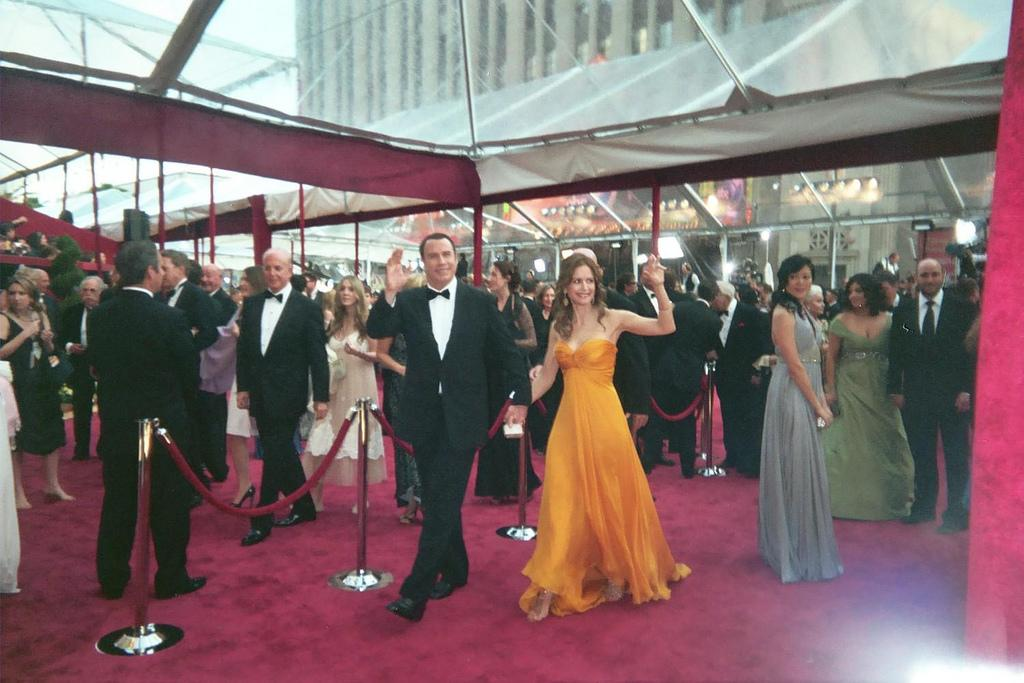
کلی پرستون و جان تراولتا (۲۰۰۸)

- طوفان فلزی: نابودی جارد سین (۱۹۸۳)
- کریستین (۱۹۸۳)
- مایه دردسر (۱۹۸۵)
- ستایشگر پنهانی (۱۹۸۵)
- کمپ فضایی (۱۹۸۶)
- پرداخت ۵۲ هزار دلاری (۱۹۸۶)
- عشق در خطر (۱۹۸۷)
- داستان ببر (۱۹۸۷)
- زنان آمازون در ماه (۱۹۸۷)
- جادوگر (۱۹۸۸)
- دوقلوها (۱۹۸۸)
- کارشناسان (۱۹۸۹)
- فرار (۱۹۹۱)
- فقط تو (۱۹۹۲)
- عشق یک اسلحه است (۱۹۹۴)
- خانم مانک (۱۹۹۵)
- در انتظار بازدم (۱۹۹۵)
- شهروند روث (۱۹۹۶)
- از گرگ‌ومیش تا سحر (۱۹۹۶)
- دلمه‌شده (۱۹۹۶)
- جری مگوایر (۱۹۹۶)
- معتاد عشق (۱۹۹۷)
- چیزی برای از دست دادن نیست (۱۹۹۷)
- مرد مقدس (۱۹۹۸)
- جک فراست (۱۹۹۸)
- به عشق مسابقه (۱۹۹۹)
- آوردگاه زمین (۲۰۰۰)
- بابا و آنها (۲۰۰۱)
- نمایی از بالا (۲۰۰۳)
- چیزی که یک دختر می‌خواهد (۲۰۰۳)
- گربه کلاه‌به‌سر (۲۰۰۳)
- مدح (۲۰۰۴)
- بازگشت به فرستنده (۲۰۰۴)
- اسکای‌های (۲۰۰۵)
- پل‌های شکسته (۲۰۰۶)
- مجازات مرگ (۲۰۰۷)
- سگ‌های پیر (۲۰۰۹)
- آخرین آواز (۲۰۱۰)
- کازینو جک (۲۰۱۰)
- گوتی (۲۰۱۸)

### تلویزیون
- هاوایی فایو-او (۱۹۸۰)
- فیر فاکتور (۲۰۰۱)
- جویی (۲۰۰۴)
- متوسط (۲۰۰۸)

## جوایز
| سال  | نام              | Category                   | نام فیلم     | نتیجه    |
| ---- | ---------------- | -------------------------- | ------------ | -------- |
| ۲۰۰۱ | جایزه تمشک طلایی | بدترین هنرپیشه زن نقش مکمل | آوردگاه زمین | برنده    |
| ۲۰۱۰ | جایزه تمشک طلایی | بدترین هنرپیشه زن نقش مکمل | سگ‌های پیر    | نامزدشده |
| ۲۰۱۹ | جایزه تمشک طلایی | بدترین هنرپیشه زن نقش مکمل | گوتی         | نامزدشده |
| ۲۰۱۹ | جایزه تمشک طلایی | Worst Screen Combo         | گوتی         | نامزدشده |